# 横須賀市立市民病院
横須賀市立市民病院（よこすかしりつしみんびょういん）は、神奈川県横須賀市にある医療機関。横須賀市病院事業条例（昭和43年4月1日条例第16号）に基づき横須賀市が開設し、指定管理者として公益社団法人地域医療振興協会が管理を受託する病院である。地域医療振興協会が運営する45番目の医療機関。本院は、許可病床数は482床を数えるが、診療報酬上の制約により稼働病床数は262床としている。

## 沿革
- 1963年（昭和38年）12月 - 横須賀市立武山病院（病床数40床）として開院[2]。
- 1971年（昭和46年）4月 - 横須賀市立市民病院に名称変更（病床数220床）として開院[2]。
- 2010年（平成22年）4月1日 - 指定管理者制度を導入[2]。公益社団法人地域医療振興協会を指定管理者とする。

## 診療科
- 内科
- 呼吸器内科
- 消化器内科
- 腎臓内科
- 循環器内科
- 神経内科
- 血液内科
- 糖尿病内科
- 外科・消化器外科・肛門外科・乳腺外科
- 脳神経外科
- 整形外科
- 関節外科
- 形成外科
- 精神科
- リウマチ科
- 小児科
- 皮膚科
- 泌尿器科
- 眼科
- 耳鼻咽喉科
- リハビリテーション療法科
- 放射線科
- 病理診断科
- 麻酔科
- 歯科
- 口腔外科
- 健康管理科

診療施設（センター）
- 消化器病センター

医療管理支援部門
- 看護部
- 検査部門（検体検査・輸血検査・細菌検査・生理機能検査）
- 薬剤部
- 医療安全管理室
- 院内感染対策室
- MEセンター医事課
- 総務課

## 医療機関の指定等
- 神奈川県災害医療拠点病院
- 地域医療支援病院
- 臨床研修指定病院

## 周辺の施設
- 神奈川県立海洋科学高等学校
- 陸上自衛隊武山駐屯地
- 電力中央研究所
- 神奈川県立大楠高等学校

## 交通アクセス
- JR横須賀線横須賀駅より京浜急行バス横須賀市民病院行、終点下車。または長井行もしくは三崎方面行で林下車、徒歩約5分。
- 京急本線横須賀中央駅より京浜急行バス横須賀市民病院行き、終点下車。または長井行もしくは三崎方面行で林下車、徒歩約5分。
- 京急久里浜線YRP野比駅・三崎口駅・三浦海岸駅より京浜急行バス横須賀市民病院行で終点下車。
- JR横須賀線逗子駅・京急逗子線逗子・葉山駅より京浜急行バス横須賀市民病院行または長井行で横須賀市民病院下車。